# АТХ код B06
АТХ код B06 (англ. ATC code B06) «Прочие гематологические препараты» — раздел система буквенно-цифровых кодов Анатомо-терапевтическо-химической классификации, разработанных Всемирной организацией здравоохранения для классификации лекарств и других медицинских продуктов. Подгруппа B06 является частью группы препаратов B «Препараты, влияющие на кроветворение и кровь».
Коды для применения в ветеринарии (ATCvet коды) могут быть созданы путём добавления буквы Q в передней части человеческого Код ATC: QB06.
Из-за различных национальных особенностей в классификацию АТС могут включаться дополнительные коды, которые отсутствуют в этом списке, который составлен Всемирной организацией здравоохранения.

## B06A Прочие гематологические препараты

### B06AA Ферментные препараты
- B06AA02 Фибринолизин и дезоксирибонуклеаза (Deoxyribonuclease[англ.])
- B06AA03 Гиалуронидаза
- B06AA04 Химотрипсин (Chymotrypsin[англ.])
- B06AA07 Трипсин
- B06AA10 Дезоксирибонуклеаза
- B06AA11 Бромелайн (Bromelain[англ.])
- B06AA55 Стрептокиназа в комбинации с другими препаратами

### B06AB Прочие гематологические препараты
- B06AB01 Hematin[англ.]

### B06AC Средства для лечениянаследственного ангионевротического отёка
- B06AC01 C1-ингибитор на основе плазмы
- B06AC02 Инкатибант
- B06AC03 Ecallantide[англ.]
- B06AC04 Conestat alfa[англ.]